# 柏培文
柏培文（1967年10月—），国家社科基金重大项目首席专家，厦门大学教授。

## 生平
1989年本科毕业于安徽师范大学，1993年于厦门大学获硕士学位，2006年于上海交通大学获博士学位，同年进入厦门大学工作。2013年至2014年于澳大利亚莫纳什大学做访问学者。现任厦门大学经济学院教授、博士生导师，经济研究所副所长。

## 学术贡献
主要从事劳动经济、收入分配、要素配置、企业治理等研究工作。主持国家社科基金重大项目等项目十余项，发表论文80余篇，出版专著一部。

## 社会兼职
国家社科重大项目通讯评审专家，长江学者通讯评审专家，教育部学位中心学位论文评审专家，国家建设高水平大学公派研究生项目的评审专家，国家社科基金评审专家，《中国经济问题》副主编。